# Либеральная демократия (Индонезия)
Либеральная демократия (индон. Demokrasi Liberal) — период в истории Индонезии, начавшийся 17 августа 1950 года после роспуска федеративных Соединенных Штатов Индонезии менее чем через год после их образования, и закончившийся провозглашением в стране «управляемой демократии» 5 июля 1959 года. В этот период прошел ряд важных событий, в том числе Бандунгская конференция 1955 года, первые всеобщие выборы в Индонезии и выборы в Конституционное собрание, а также длительный период политической нестабильности, при котором ни один кабинет не продержался более двух лет.

## После провозглашения независимости
С окончанием борьбы за независимость, которая объединяла различные политические силы, в индонезийском обществе начали проявляться разногласия. Региональные различия в обычаях, нравах, традициях, религии, влиянии христианства и марксизма и страхи перед яванским политическим доминированием — все это способствовало разобщенности. Новая страна характеризовалась бедностью, низким уровнем образования и авторитарными традициями. Различные экстремистские и сепаратистские движения выступали против Республики Индонезия: группировка Дарул ислам провозгласила «Исламское государство Индонезия» и с 1948 по 1962 год вела партизанские действия на Западной Яве; амбонцы, ранее входившие в состав Королевской Нидерландской армии Ост-Индии, провозгласили независимую Республику Южно-Молуккских островов; в период с 1955 по 1961 год вспыхнули восстания на Суматре и Сулавеси. 
Экономика находилась в катастрофическом состоянии после трех лет японской оккупации и четырех лет войны против голландцев. В руках молодого и неопытного правительства экономика не смогла увеличить производство продуктов питания и других предметов первой необходимости, чтобы идти в ногу с ростом населения. Большая часть населения была неграмотной, неквалифицированной и страдала от недостатка управленческих навыков. Инфляция была безудержной, контрабанда стоила центральному правительству столь необходимой иностранной валюты, многие плантации были уничтожены во время оккупации и войны.

## Конституционные механизмы и парламентская демократия
Временная конституция 1950 года заметно отличалась от Конституции 1945 года во многих отношениях; она ввела мандат парламентской системы правления и подробно изложила конституционные гарантии прав человека, опираясь в значительной степени на Всеобщую декларацию прав человека ООН 1948 года. Она был отменен 9 июля 1959 года, когда президент Сукарно издал указ о роспуске Конституционного собрания и восстановлении Конституции Индонезии 1945 года.
Распространение политических партий и заключенные между ними соглашения о распределении мест в кабинетах привели к быстрой смене коалиционных правительств, включая 17 кабинетов в период с 1945 по 1958 год. Многократно отложенные парламентские выборы были наконец проведены в 1955 году; Национальная партия Индонезии (ПНИ), считающаяся партией Сукарно, возглавила список, Коммунистическая партия Индонезии (ПКИ) получила сильную поддержку, но ни одна партия не получила более четверти голосов, что привело к недолговечным коалициям.

## Управляемая демократия
К 1956 году Сукарно открыто критиковал парламентскую демократию, заявляя, что она «основана на врожденном конфликте», что противоречит индонезийской концепции гармонии как естественного состояния человеческих отношений. Вместо этого он искал систему, основанную на традиционной деревенской системе обсуждения и консенсуса, которая происходила под руководством деревенских старейшин. Он предложил тройную систему  Nas-A-Kom: nasionalisme («национализм»), agama («религия») и komunisme («коммунизм») для коалиционного правительства. Это было необходимо, чтобы успокоить три главных фракции в индонезийской политике – армию, исламские группы и коммунистов. При поддержке военных он объявил в феврале 1957 года «управляемую демократию» и предложил кабинет, представляющий все важные политические партии (включая ИПК). Таким образом, парламентская демократия в западном стиле была завершена в Индонезии до выборов 1999 года и эпохи реформ.

## Основные даты
- 1948–62 : восстанием исламистов начинаются волнения на Западной Яве, которые распространяются на другие провинции, но завершаются казнью лидера исламистов Картосоувирйо.
- 1952, 17 октября: генерал Насуция временно отстранен от должности начальника штаба армии из-за недисциплинированности армии.
- 1955, апрель: в городе Бандунг проходит Бандунгская конференция. На встрече, которая стала важным шагом на пути Движения неприсоединения, приняли участие мировые лидеры, в том числе Чжоу Эньлай из Китая, Джавахарлал Неру из Индии, Гамаль Абдель Насер из Египта и Иосип Броз Тито из Югославии.
- 1955 год, сентябрь: в Индонезии проводятся всеобщие парламентские выборы; последние свободные национальные выборы до 1999 года; голоса избирателей разделяются: четыре партии набирают по 16–22 процента, остальные голоса получили 24 партии.
- 1958, 18 мая: летчик ВВС США Аллен Поуп сбит над Амбоном, обнаружив тайную поддержку американцами региональных восстаний, и положил конец попыткам братьев Даллеса, Аллена и Джона, подорвать правительство Сукарно. Поуп потопил корабль ВМС Индонезии, KRI Hang Toeah, и сильно повредил однотипный корабль KRI Sawega. Спасён и взят в плен индонезийскими военными на борту KRI Pulau Rengat.
- 1950-е/60-е годы: военные формулируют доктрину «двойной функции» вооружённых сил, подразумевающую их активное участие в политической и экономической жизни страны.
- 1959 г., 5 июля: при поддержке вооруженных сил Сукарно издает указ о роспуске Учредительного собрания и возврату к Конституции 1945 г. с сильными президентскими полномочиями и принимает на себя дополнительную роль премьер-министра, который завершает структуру «управляемой демократии».